# Ione (Oregon)
Ione – miasto w Stanach Zjednoczonych, w stanie Oregon, w hrabstwie Morrow.